# Benčmarking
Benčmarking ali primerjalna analiza je izraz, ki se v poslovnem svetu uporablja za primerjanje podjetja z drugimi podjetji z namenom izboljšanja svoje konkurenčnosti. Je proces primerjanja poslovnih procesov, produktivnosti, kakovosti in uspešnosti.
Benčmarking je ena izmed najbolj pogosto uporabljenih metod za neprestano izboljševanje konkurenčnosti podjetja. Večina podjetij nenehno spremlja dogajanje na trgu in dejavnosti svojih konkurentov ter nato še tudi sami uvajajo novosti, ki se jim zdijo smiselne. Pri tem pa se pogosto niti ne zavedajo, da se pravzaprav poslužujejo benčmarkinga. Primerjalne analize se najpogosteje uporabljajo  za merjenje uspešnosti z uporabo posebnih kazalcev in so kot rezultat pokazatelj uspešnosti podjetja.